# エドワード・コートネイ (初代デヴォン伯、1485年創設)
初代デヴォン伯エドワード・コートネイ（Edward Courtenay, 1st Earl of Devon, ? - 1509年）は、イングランド貴族。

## 生涯

### 出自
エドワード・コートネイは、コーンウォールのボコノックのサー・ヒュー・コートネイ（1427年頃 - 1471年5月6日）の息子である。祖父はデヴォンのハッコムのサー・ヒュー・コートネイ（1358年以降 - 1425年3月5日もしくは6日）で、第3代/第11代デヴォン伯爵エドワード・ド・コートネイ（1419年没）の弟であった。

### 経歴
薔薇戦争を通じて一貫してランカスター派を支持してきた一族の一員であったエドワードは、1480年代にリチャード3世に対する反対運動に関与し、マーガレット・ボーフォート、王太后エリザベス・ウッドヴィル、そして王太后の息子で初代ドーセット侯爵トマス・グレイと密かに交渉を行った。エドワードはイングランドの陰謀派とフランスのヘンリー・チューダーの側近との間の伝令を務め、ヘンリー7世のイングランド遠征にも同行し、1485年のボズワースの戦いではヘンリー7世側として戦った。
コートネイ家のランカスター派への支持は、エドワード4世の治世中にコートネイ家のデヴォン伯位の没収につながった。1470年のヘンリー7世王政復古に伴い、第7代/第15代デヴォン伯ジョン・コートネイはデヴォン伯に復位したが、1471年にエドワード4世が復位すると、その爵位を剥奪され、その直後にテュークスベリーの戦いで殺害された。
エドワード・コートネイは、コートネイ家の最年長の子孫として、またその支援に対する褒賞として、1485年に新国王ヘンリー7世によってデヴォン伯に叙された。

### 死
エドワードは1509年5月27日に遺言を書き、同月、おそらくその数時間後に亡くなった。遺言は1509年7月15日にランベスで確認された。エドワードは妻の隣に埋葬されることを希望し、「ティヴァートンの礼拝堂」に埋葬された。これは、ティヴァートンの教区教会であるセント・ピーターズ教会内にある、現在は取り壊されたコートネイ礼拝堂を指しており、かつてはコートネイ家の豪華な装飾が施された記念碑が数多く安置されていたとみられる。エドワードはこの礼拝堂に、宗教儀式を行うための年間4ポンド相当の土地を遺贈した。
立派な記念碑が、ティヴァートン礼拝堂にエドワード・コートネイとその妻のために建てられたとみられるが、16世紀末までに破壊された。デヴォンの歴史家トリストラム・リスドン（1630年没）はティヴァートンについて次のように記している。
「教会の庭には、この伯領の伯爵たちによって建てられた礼拝堂があり、伯爵らの埋葬地として使われていた（現在は取り壊されている）。その下には、デヴォンシャー伯エドワード・コートネイとその伯爵夫人が埋葬されている。彼らの肖像は雪花石膏で、かつては豪華に金箔が貼られていた。約40年前には見ることができたが、残念ながら、時の流れによって損なわれたというよりは、人々がこの壮大な記念碑を台無しにしてしまったようである。そこにはこう記されていたのを、ある人たちが目撃している。
ホー、ホー、誰がここに眠っているのか？
デヴォンシャーの善良な伯爵である私は、
妻のケイトと共に、ここにずっと一緒に暮らしてきた。
私たちは55年間、共に暮らした。
私たちが費やした分は、私たちが持っていたもの、
私たちが残したものは、私たちが失ったもの、
私たちが与えたものは、私たちが持っているもの。」
W・ハミルトン・ロジャーズは、この墓碑銘について言及したオリバー博士について記しており、「『ケイト』は明らかに誤りであり、クリーブランドの『メイベル』の読み方も同様に誤りである。これらの彫像が、デヴォンシャー伯エドワード・コートネイとその妻エリザベスを偲んで作られたものであることはほぼ間違いない」と述べている。ロジャーズは、この碑文が他の既知の碑文との類似性から、15世紀後半の作であると考えた。

## 結婚と子女
エドワードは、モランドのサー・フィリップ・コートネイ（1445年生まれ）の娘で、パウダーハムのサー・フィリップ・コートネイ（1463年没）の孫娘であるエリザベス・コートネイと結婚した。エドワードと妻エリザベスの父はみいとこ（共通の高祖父をもつ）の関係にあり、第2代/第10代デヴォン伯ヒュー・ド・コートネイが共通の祖先であった。二人の間には1男がいた。
- ウィリアム（1475年 - 1511年）[4] - 初代デヴォン伯。1504年に私権を剥奪され、ヘンリー7世の治世中に投獄された。ヘンリー8世によって釈放されたが、正式に復位する前に亡くなった。息子ヘンリー・コートネイは復位し、1525年に初代エクセター侯爵に叙せられたが、1539年にレジナルド・ポールを王位に就けようと陰謀を企てたとして斬首された[5]。